# 김채만
김채만(金采萬, 1865년 ~ 1911년)은 조선(고종-일정) 때 판소리 명창이다. 전라남도 능주(綾州) 출생. 서편제 소리 중에서도 가장 서편제적인 방향으로 판소리를 개척했다. 계면조를 하되 가락이 매우 정교하고 신묘한 장식음과 성음을 붙여 불렀고 아귀성으로 맛있는 소리는 전무후무했다고 한다. 김창룡이 이르기를 "계면을 하려거든 김채만같이 하라"고 할 정도였다.
고운 목소리와 맛있는 소리로 대중을 한번에 휘어잡기로는 송만갑을 능가하였다 한다.